# Marieke Vervoort
Marieke Vervoort (* 10. Mai 1979 in Diest; † 22. Oktober 2019 ebenda) war eine belgische Rollstuhlleichtathletin im Behindertensport.

## Leben

### Privatleben
Seit ihrem 14. Lebensjahr litt Vervoort an einer fortschreitenden Tetraplegie, die mit einem komplexen regionalen Schmerzsyndrom einherging. Später kamen noch epileptische Anfälle hinzu. Ursächlich hierfür sollen Deformationen des fünften und sechsten Halswirbels gewesen sein. Sie war seit 2000 dauerhaft auf einen Rollstuhl angewiesen. Ursprünglich wollte Vervoort Sportlehrerin oder Erzieherin werden und studierte an der Katholischen Universität Löwen. Später arbeitete sie jedoch als Keynote- und Motivationsrednerin.
Vervoort hatte sich für die – in Belgien legale – aktive Sterbehilfe entschieden. Ihr entsprechendes Gesuch wurde im Herbst 2008 bewilligt. Im Dezember 2017 kündigte sie an, dass sie diese Bewilligung zur Sterbehilfe nun in Anspruch nehmen wolle, da sich ihr Zustand rapide verschlechtert habe: Sie habe ständig starke Schmerzen, sei depressiv und ihr Sehvermögen schwinde.
Am 22. Oktober 2019 beendete Marieke Vervoort schließlich mittels Sterbehilfe ihr Leben.

### Sportliche Karriere
Vervoort war seit ihrem fünften Lebensjahr eine begeisterte Sportlerin und probierte sich in unterschiedlichsten Disziplinen aus. So fuhr sie beispielsweise Mountainbike, betrieb Jiu Jitsu und Windsurfen und ging dem Schwimm- sowie dem Laufsport nach.
Auch nach dem Beginn ihrer körperlichen Einschränkungen blieb sie sportlich aktiv: Sie begann zunächst mit Rollstuhlbasketball und betrieb im Laufe der Jahre auch Golf, Krückenskifahren, Fechten und Tauchen, fuhr Wasserski und Strandsegler und nahm auch das Schwimmen wieder auf. Schließlich entdeckte sie den Triathlon für sich. In Lausanne konnte sie sich Anfang September 2006 erstmals den Weltmeistertitel auf der Kurzdistanz sichern und Ende August 2007 gelang es ihr, diesen in Hamburg zu verteidigen. In diesen beiden Jahren gewann sie zudem jeweils den Para-Wettbewerb des Ironman Hawaii. Ab 2008 war es ihr wegen der fortschreitenden Lähmungen nicht mehr möglich, Triathlons zu bestreiten. Stattdessen nahm sie im Juli 2009 auf der dänischen Nordseeinsel Rømø an den Blokart-Europameisterschaften teil – einer Variante des Strandsegelns. 2010 absolvierte sie mehrere Marathonrennen und fuhr im Blokart-Weltcup. Im Oktober 2011 wurde sie in Saint-Malo Blokart-Europameisterin in der Fly-Klasse.
Seit 2010 hatte sich Marieke Vervoort der Leichtathletik zugewandt, startete dort auf Grund ihrer Behinderung in der Klassifizierungsgruppe T 52 und fuhr mit einem Handbike alle Distanzen zwischen 100 und 5000 Metern. Sie trat für den in Lier beheimateten AC Lyra an und hat zahlreiche Welt- und Europarekorde für ihre Leistungsklasse aufgestellt.
Bei den Paralympischen Spielen 2012 in London gewann sie die Goldmedaille über 100 Meter und erreichte über 200 Meter den zweiten Platz hinter der Kanadierin Michelle Stilwell. Nachdem sie sich infolge eines Sturzes bei den Leichtathletik-Weltmeisterschaften der Behinderten im Juli 2013 in Lyon eine schwere Schulterverletzung zugezogen hatte, war ein Comeback zunächst fraglich. Die medizinische Rehabilitation verlief jedoch erfolgreich, und im Oktober 2015 konnte Vervoort bei den Weltmeisterschaften in der katarischen Hauptstadt Doha drei Goldmedaillen erringen.
Nach den in Rio de Janeiro ausgetragenen Paralympischen Spielen 2016 zog sich Vervoort vom Leistungssport zurück. Dort erkämpfte sie im September noch einmal den zweiten Rang über 400 Meter und die Bronzemedaille über 100 Meter.

### Persönliche Bestleistungen
| Disziplin     | Ort      | Zeit         | Datum            | Anmerkung                 |
| ------------- | -------- | ------------ | ---------------- | ------------------------- |
| 100 m – T 52  | Lier     | 19,19 s      | 27. Juli 2012    | (Stand: September 2016)   |
| 200 m – T 52  |          | 33,65 s      | Vor Oktober 2015 | (Stand: September 2016)   |
| 400 m – T 52  | Kortrijk | 1:04,87 min  | 14. Juli 2013    | (Stand: 24. Oktober 2019) |
| 800 m – T 52  | Lede     | 2:06,76 min  | 30. Mai 2015     | (Stand: 24. Oktober 2019) |
| 1500 m – T 52 | Nottwil  | 4:24,47 min  | 17. Mai 2014     | (Stand: 24. Oktober 2019) |
| 5000 m – T 52 | Nottwil  | 14:47,55 min | 18. Mai 2014     | (Stand: 24. Oktober 2019) |

## Auszeichnungen
- 2007: Trots van Vlaanderen („Stolz von Flandern“) – Kämpferin des Jahres
- 2012: Belgiens paralympische Athletin des Jahres
- 2013: Großoffizierin des Kronenordens (überreicht von König Philippe und Königin Mathilde)
- 2014: National Trophy Victor Boin des Belgischen paralympischen Komitees
- 2015: Vlaamse Reus („Flämische Riesin“)
- 2015: Belgiens paralympische Athletin des Jahres
- 2016: Ehrenzeichen der Flämischen Gemeinschaft für ihre Verdienste um Flandern (überreicht von Geert Bourgeois, dem Ministerpräsidenten von Flandern)